# Межлаук Іван Іванович
Іван Іванович Межлаук (30 вересня (12 жовтня) 1891, Харків — розстріляний 25 квітня 1938, Москва) — радянський комуністичний діяч, 1-й секретар ЦК КП(б) Туркменістану, голова Комітету у справах вищої школи при РНК СРСР, член ВУЦВК та ЦВК СРСР. Член Комісії радянського контролю при РНК СРСР у 1934—1937 роках.

## Життєпис
Народився 30 вересня (12 жовтня) 1891 року в Харкові в родині латвійського вчителя, директора гімназії Яніса Межлаука (Меджлаукса) та його дружини Рози, народженої Шиллерс.
Закінчив 3-ю Харківську чоловічу гімназію. З листопада 1906 по липень 1912 року працював репетитором у Харкові. З 1911 року брав участь у революційному русі. З 1911 по 1913 рік відвідав Німеччину, Австро-Угорщину та Італію.
Після закінчення в 1912 році історико-філологічного відділення Імператорського харківського університету працював з липня 1912 по квітень 1917 року вчителем гімназії 1-го товариства (1-ї групи викладачів) Харкова.
1916 року склав екзамени за навчальний курс юридичного факультету Імператорського харківського університету.
Член РСДРП (меншовиків) з березня 1917 по січень 1918 року.
У 1917 році став членом Харківської ради робітничих і солдатських депутатів, брав участь в організації рад на Харківщині та солдатських комітетів на Західному фронті. З травня по липень 1917 року — уповноважений Харківської ради в місті Охтирці.
У серпні — грудні 1917 року — рядовий-кулеметник 5-го ударного батальйону 534-го Ново-Київського полку російської армії; член революційного комітету в місті Брянськ.
У січні — березні 1918 року — народний комісар юстиції Донецько-Криворізькій Радянській Республіці та голова Донецько-Криворізького революційного трибуналу. З лютого по березень 1918 року — т.в.о. голови Харківського губернського штабу по боротьбі з контрреволюцією.
Член РКП(б) з березня 1918 року.
У квітні — липні 1918 року — секретар Казанської ради робітничих і солдатських депутатів, комісар батальйону РСЧА. З червня 1918 року — Казанський губернський військовий комісар, член Казанського губернського комітету РКП(б). У серпні — грудні 1918 року — комендант Казані, військовий комісар Приволзького військового округу в Нижньому Новгороді та Казані. З жовтня 1918 року — голова Казанського тимчасового цивільного губернського революційного комітету.
21 грудня 1918 — 15 травня 1919 року — начальник Центрального управління постачань РСЧА. З 24 квітня 1919 року — член колегії Народного комісаріату продовольства РРФСР. 25 травня — 28 червня 1919 року — член Революційної військової ради 7-ї армії РСЧА. 28 червня — 15 грудня 1919 року — начальник Центрального управління постачань РСЧА.
У лютому — травні 1920 року — комісар управління Катеринославської залізниці в місті Катеринославі.
25 червня — 10 жовтня 1920 року — член Революційної військової ради 4-ї армії РСЧА. 24 жовтня — листопад 1920 року — комендант і військовий комісар Чорноморського укріпленого району Південного фронту.
У грудні 1920 — серпні 1921 року — директор Петровського металургійного заводу в місті Єнакієве.
У вересні 1921 — квітні 1923 року — голова правління державного тресту сталевої промисловості південних районів СРСР «Південсталь» у місті Харкові. Одночасно з лютого 1922 року — уповноважений Народного комісаріату шляхів сполучення СРСР на Донецьких залізницях. З травня по жовтень 1923 року лікувався та відпочивав у селищі Сімеїз Кримської АРСР.
У листопаді 1923 — листопаді 1924 року — голова Туркестанського бавовняного комітету при РНК Туркестанської РСР і член та голова Середньоазіатської економічної ради в Ташкенті. Одночасно з 1923 по 1926 рік — член Середньоазійського бюро ЦК РКП(б).
30 жовтня 1924 — 14 лютого 1925 року — секретар Організаційного бюро КП(б) Туркменістану. 5 листопада 1924 — 15 лютого 1925 року — член Революційного комітету Туркменської РСР. 20 лютого 1925 — 18 березня 1926 року — 1-й секретар ЦК КП(б) Туркменістану.
У січні 1926 — травні 1928 року — завідувач партійного підвідділу, помічник та заступник завідувача організаційного підвідділу організаційно-розподільного відділу ЦК ВКП(б) у Москві.
У червні 1928 — червні 1929 року — відповідальний секретар Тамбовського окружного комітету ВКП(б).
У липні 1929 — грудні 1930 року — завідувач Центрально-Чорноземного обласного відділу внутрішньої торгівлі в місті Воронежі.
У грудні 1930 — березні 1933 року — секретар Комісії виконання при РНК СРСР. 23 березня 1933 — травень 1936 року — секретар Ради праці та оборони СРСР і заступник керуючого справами РНК СРСР.
21 травня 1936 — грудень 1937 року — голова Комітету у справах вищої школи при РНК СРСР.
3 грудня 1937 року заарештований органами НКВС. Засуджений Воєнною колегією Верховного суду СРСР 25 квітня 1938 року до страти, розстріляний того ж дня. Похований на полігоні «Комунарка» біля Москви.
4 квітня 1956 року посмертно реабілітований. 28 квітня 1956 року відновлений в членах КПРС.